# الاستفتاءات الدستورية الأيرلندية 2015
عقدت حكومة جمهورية أيرلندا استفتاءين في 22 مايو 2015 على مقترحين لإدخال تعديلات على دستور أيرلندا التي كانت قد أوصى بها المؤتمر الدستوري. تمت الموافقة على التعديل الذي يسمح بزواج المثليين في جمهورية أيرلندا بنسبة 62% لصالح مقابل 38% ضد من الناخبين. كان التعديل الآخر سيخفض سن الترشح لرئيس جمهورية أيرلندا من 35 سنة إلى 21 سنة، لكن الناخبين رفضوا ذلك بنسبة 73% ضد مقابل 27% لصالح. عقدت الانتخابات الفرعية في كارلو كيلكيني لدويل أيرن في نفس اليوم. تم النظر في تعديلات أخرى، لكن لم يتم المضي قدمًا فيها، بما في ذلك تخفيض سن التصويت من 18 إلى 16، ومعاقبة إنشاء محكمة موحدة لبراءات الاختراع.

## زواج المثليين
سُئل الناخبون عما إذا كان يجب إضافة «يجوز عقد الزواج وفقًا للقانون من قبل شخصين دون تمييز بسبب جنسهم» في الدستور. حظي الاقتراح بدعم الحكومة وكذلك جميع الأحزاب السياسية الرئيسية، وتمت الموافقة عليه من قبل 62.07% من الناخبين.
| قانون التعديل الرابع والثلاثون للدستور (المساواة في الزواج) 2015 | قانون التعديل الرابع والثلاثون للدستور (المساواة في الزواج) 2015 | قانون التعديل الرابع والثلاثون للدستور (المساواة في الزواج) 2015 |
| الاختيار                                                         | الأصوات                                                          | النسبة المئوية                                                   |
| ---------------------------------------------------------------- | ---------------------------------------------------------------- | ---------------------------------------------------------------- |
| نعم                                                              | 1,201,607                                                        | 62.07%                                                           |
| لا                                                               | 734,300                                                          | 37.93%                                                           |
| أصوات جائزة                                                      | 1,935,907                                                        | 99.29%                                                           |
| أصوات فارغة أو مُلغاة                                             | 13,818                                                           | 0.71%                                                            |
| مجموع الأصوات                                                    | 1,949,725                                                        | 100.00%                                                          |
| نسبة المصوتين                                                    | 60.52%                                                           | 60.52%                                                           |
| المصوتون                                                         | 3,221,681                                                        | 3,221,681                                                        |

## سن الترشح للرئاسة
رفض الناخبون اقتراحًا بتخفيض سن الأهلية للترشح للرئاسة من 35 سنة إلى 21 سنة بفارق 73% ضد 27% لصالح.
| مشروع قانون التعديل الخامس والثلاثون للدستور 2015 | مشروع قانون التعديل الخامس والثلاثون للدستور 2015 | مشروع قانون التعديل الخامس والثلاثون للدستور 2015 |
| الاختيار                                          | الأصوات                                           | النسبة المئوية                                    |
| ------------------------------------------------- | ------------------------------------------------- | ------------------------------------------------- |
| لا                                                | 1,412,602                                         | 73.06%                                            |
| نعم                                               | 520,898                                           | 26.94%                                            |
| أصوات جائزة                                       | 1,933,500                                         | 99.18%                                            |
| أصوات فارغة أو مُلغاة                              | 15,938                                            | 0.82%                                             |
| مجموع الأصوات                                     | 3,221,681                                         | 100.00%                                           |
| نسبة المصوتين                                     | 60.52%                                            | 60.52%                                            |
| المصوتون                                          | 3,221,681                                         | 3,221,681                                         |